# 구드룬 셰덴

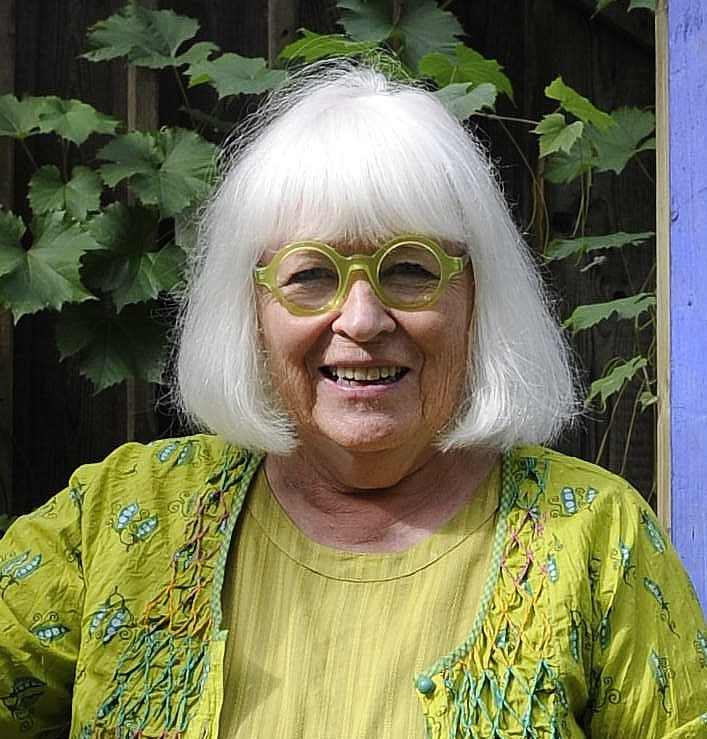
구드룬 회덴 (2013년)

구드룬 회덴(스웨덴어: Gudrun Sjödén, 1941년 6월 5일 ~ )은 스웨덴의 패션디자이너이다. 현재 본인 이름의 패션유통업체를 운영하고 있다.

## 생애와 커리어
1958년 스톡홀름 내 예술 대학에서 공예와 디자인을 전공했다. 주로 섬유 디자인과 패션을 공부했다. 1961년 Ivar Wahl과 같은 디자인 하우스에서 실내 디자인을 위주로 작업했다. 1969년부터는 프리랜서 디자이너로 활동하며 북유럽 스타일 기성복을 의뢰를 받아 제작하거나 "Femina" 같은 패션 잡지의 저널리스트로도 일했다.

### 브랜드 'Gudrun Sjödén'의 설립
1974년 구드룬 회덴은 스스로의 이름을 본딴 패션 브랜드를 설립한다. 당시 많은 북유럽의 패션 부티크와 마찬가지로 "활동적인 여가를 즐기는 사람들을 위한 맞춤 브랜드"를 강조했다. 초기에는 브랜드 이름을 라벨링만 하여 판매했으며 남편이었던 비요른과 함께 관리했다. 그러나 1976년 스톡홀름 노르말름 거리에 첫 부티크 매장을 공개했고 가격을 낮추면서 인기를 끌었다. 2년 후에는 매출이 2백 만 스웨덴 크로나에 달했다.
1981년 회덴은 자신의 여동생과 함께 독일에 이커머스 매장을 열었다. 1983년부터 1990년까지 미국에 매장 두 군데를 더 열었고 스웨덴 스톡홀름과 예테보리 그리고 독일의 지른도르프와 뉘른베르크에도 매장을 확장했다.
1993년 구드룬 회덴은 올해의 여성기업인으로 선정되었다. 같은 해 회덴의 자회사에서는 홈 텍스타일을 선보였다. 그 후로 몇 년간 노르웨이와 영국에 이커머스 매장을 확장했다.
2003년 스톡홀름 감라스탄에 매장을 열었고 패션, 홈 텍스타일 그리고 꽃을 판매했다. 2004년에는 스웨덴 말뫼에 매장을 열었다. 같은해 회덴은 스톡홀름 기업경영잡지에 '올해의 기업인'으로 선정되었다. 2005년 회덴은 스톡홀름 무역 상공회의소에서 수상받았다. 이후에 매장은 함부르크, 오슬로 그리고 코펜하겐과 슈투트가르트에 입점했다.
2009년 회덴은 회사를 계속 확장하여 다양한 종류의 매장과 창고를 선보였다. 2011년 매출은 5억 크로나에 달했으며 230명의 직원을 고용했다 같은 해 회덴은 크리에이티브 디렉터와 디자인 총괄로만 남았고 최고경영자 자리에서 물러났다.
2013년 독일 쾰른과 핀란드 헬싱키 그리고 미국 뉴욕에 매장을 열었다. 2014년에는 독일 뮌헨과 프랑크푸르트에 컨셉스토어를 열었다.

### 수상과 영예

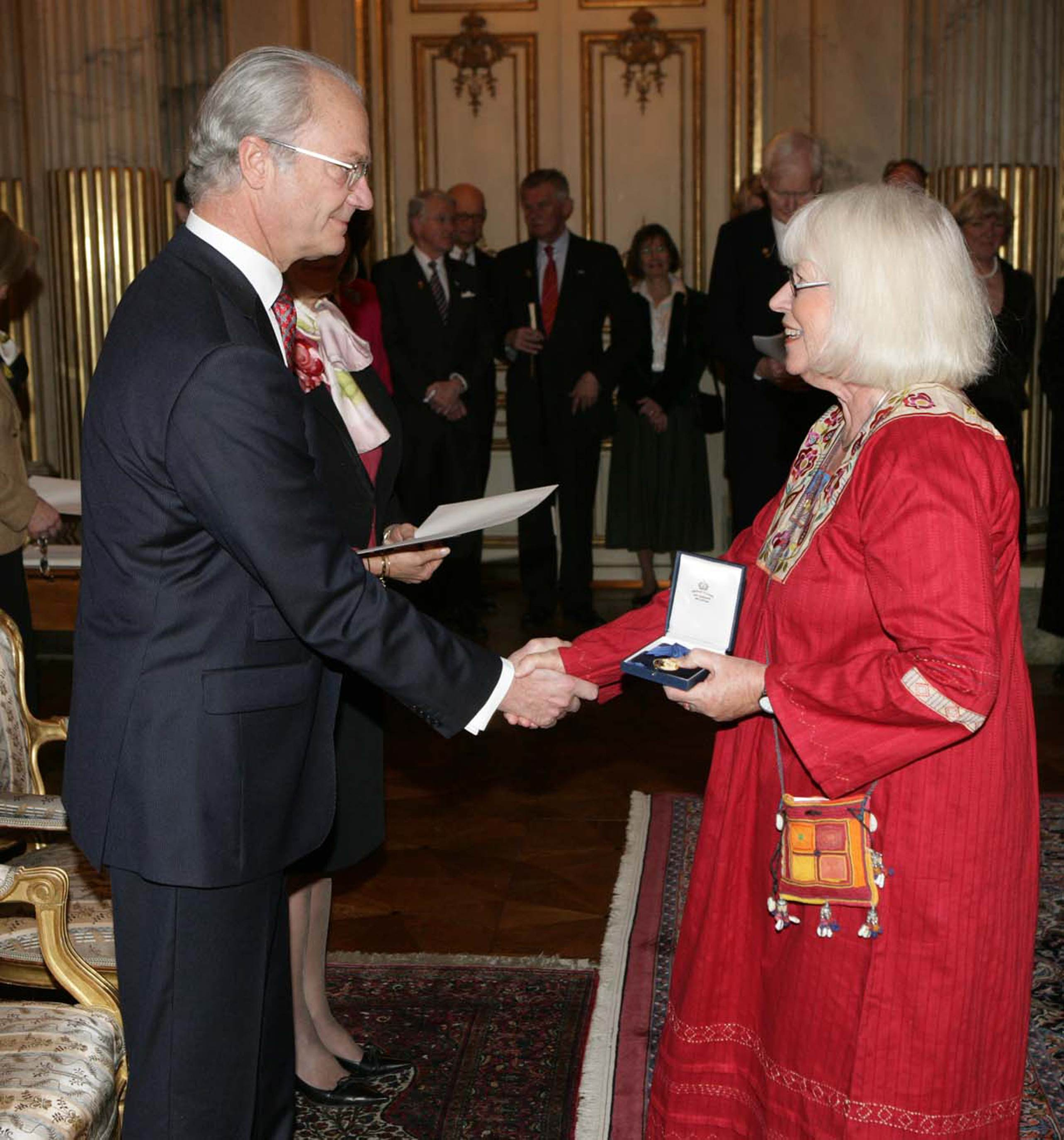
스웨덴 국왕 칼 16세 구스타프에게 Litteris et Artibus를 수여받는 구드룬 회덴

2007년 칼 16세 구스타프로부터 "Litteris et Artibus"에서 수여하는 훈장을 받았다. Litteris et Artibus는 문화예술분야의 기여도가 높은 인물에게 수여되며 구드룬 회덴은 패션디자이너로 활동한 공로를 인정받았다.
2012년에는 패션잡지 엘르로부터 지속가능성에 대한 상을 수여받았다. 같은 해 스웨덴의 여성 기업인 단체 BPW는 회덴에게 올해의 여성기업인 상을 수여했다.

## 웹사이트
- 구드룬 회덴 공식 사이트 - Gudrun Sjödén Onlineshop